# 래리 서먼

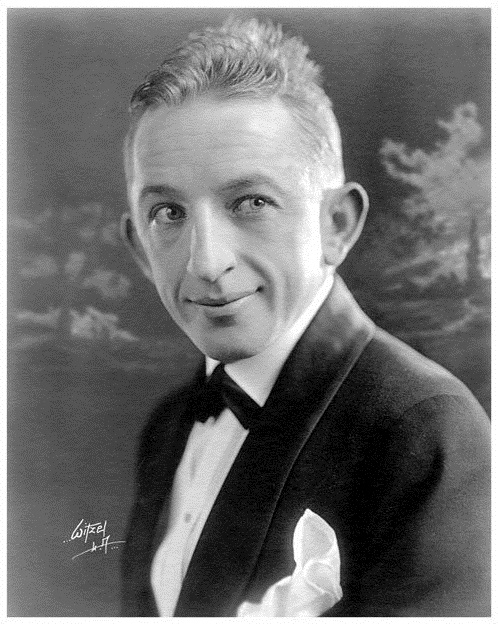

래리 서먼(Larry Semon, 로렌스 "래리" 서먼, Lawrence "Larry" Semon, 1889년 2월 9일 ~ 1928년 10월 8일)은 무성 영화 시기에 활동한 미국의 배우, 감독, 프로듀서, 각본가이다. 당시 서먼은 메이저 영화 코미디언이었지만 현재는 스탠 로럴. 올리버 하디와 함께 일했던 인물로 주로 기억되고 있다.
미시시피주 웨스트포인트에서 태어났다.

## 참여 작품
- 오즈의 마법사 (1925년)
- Stop, Look and Listen (1926년)
- 암흑가 (1927년)

- Worries and wobbles, a 1917 farce with intertitles in Dutch. Collection EYE Film Institute Netherlands.